# Blok Nascha Ukrajina – Narodna samooborona
Blok Nascha Ukrajina – Narodna samooborona, NU-NS/HУ-НC (deutsch Block Unsere Ukraine – Nationale Selbstverteidigung) war von 2002 bis 2012 ein konservatives Parteienbündnis in der Ukraine. Es unterstützte den ehemaligen Präsidenten Wiktor Juschtschenko. Die namensgleiche Partei Volksunion „Unsere Ukraine“ war Teil des Bündnisses und existiert unter diesem Namen bis heute weiter, jedoch seit 2012 ohne Sitz im Ukrainischen Parlament.

## Block Unsere Ukraine

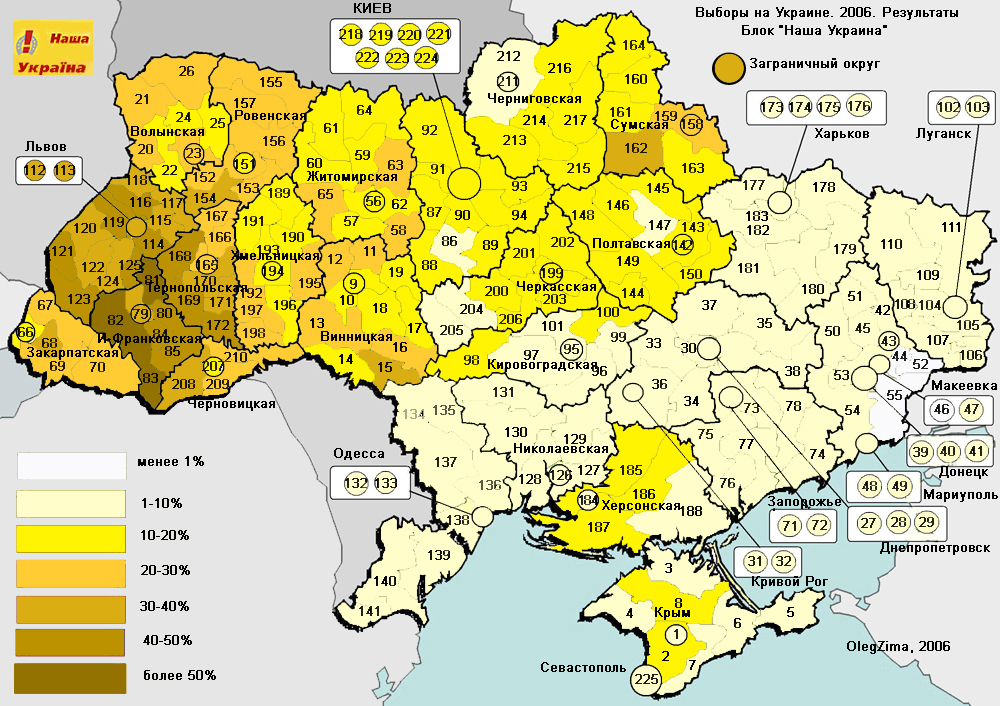
Parlamentswahlen 2006: Abschneiden nach Regionen

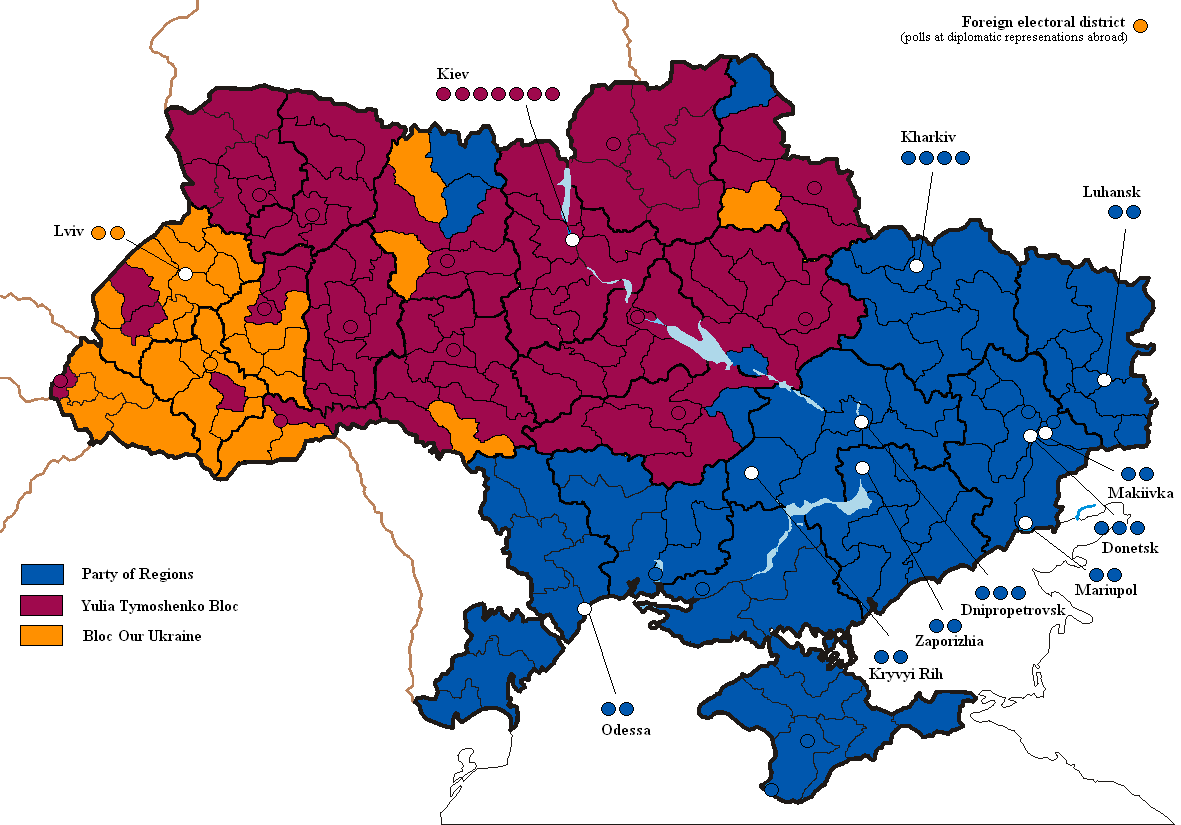
Parlamentswahlen 2006: Stärkste Kraft nach Wahlbezirken (NU in orange)

Der Block wurde im Rahmen der ukrainischen Parlamentswahlen 2002 als „Nascha Ukrajina“ (bzw. „Wiktor-Juschtschenko-Block Nascha Ukrajina“) gegründet. 10 gemäßigt nationalistische, liberale, und christlich-konservative Parteien schlossen sich zu ihm zusammen. Der Block Unsere Ukraine konnte 23,6 % der Stimmen und 112 der 450 Sitze in der Werchowna Rada gewinnen und wurde damit stärkste Kraft. Sie konnte jedoch keine Mehrheit gegen die Unterstützer des Präsidenten Leonid Kutschma bilden und ging in die Opposition.
In den Präsidentschaftswahlen in der Ukraine 2004 kandidierte Juschtschenko für den Block. Er konnte den ersten Wahlgang für sich gewinnen. Im zweiten, manipulierten Wahlgang gewann der damalige Ministerpräsident Wiktor Janukowytsch. Daraufhin kam es zu massiven Protesten, die als Orange Revolution bekannt wurden. Hier war der Block Unsere Ukraine zusammen mit dem Block Julija Tymoschenko (BJuT) die treibende Kraft. Zu dieser Zeit wurde Orange auch die Farbe des Blocks. Als am 26. Dezember die Wahl dann fair wiederholt wurde, gewann Juschtschenko. Am 23. Januar 2005 trat Juschtschenko sein Amt an. Er bestimmte Julija Tymoschenko zur Ministerpräsidentin der orangefarbenen Koalition. Es kam jedoch zum Zerwürfnis und am 8. September entließ er die Regierung.
Neuer Ministerpräsident wurde Jurij Jechanurow von der Volksunion Unsere Ukraine, die seit ihrer Gründung im März den Wahlblock dominiert. Nach wie vor Bestandteil des Blocks sind die Volksfront („Ruch“), das CDI-Mitglied Christlich Demokratische Union sowie der Kongress  Ukrainischer Nationalisten, der Mitglied der AEN ist. Die Partei der Industriellen und Unternehmer wechselte von der Allianz „Für eine vereinte Ukraine“ zum Block Unsere Ukraine, und die Ukrainische Volkspartei „Gemeinschaft“ verließ den Block Julija Tymoschenko, um der NU beizutreten.
Bei den Parlamentswahlen 2006 musste der Block deutliche Verluste hinnehmen. Er kam nur noch auf 14 % und 81 Sitze und somit auf Platz drei. Nach mehrmonatigen Koalitionsverhandlungen bildete Wiktor Janukowytschs Partei der Regionen, die Kommunisten und die Sozialistische Partei der Ukraine eine „Anti-Krisen-Koalition“ gegen die Parteien der orangen Koalition, jedoch mit Duldung der Nascha Ukrajina. Zunächst war der Block an der Regierung mit den Ministerposten beteiligt, die im Verantwortungsbereich des Präsidenten liegen, also Auswärtiges, Verteidigung und Justiz. Nach und nach zog sich das Bündnis aber in die Opposition zurück, bis es keinen Minister mehr stellte.

## Unsere Ukraine – Nationale Selbstverteidigung

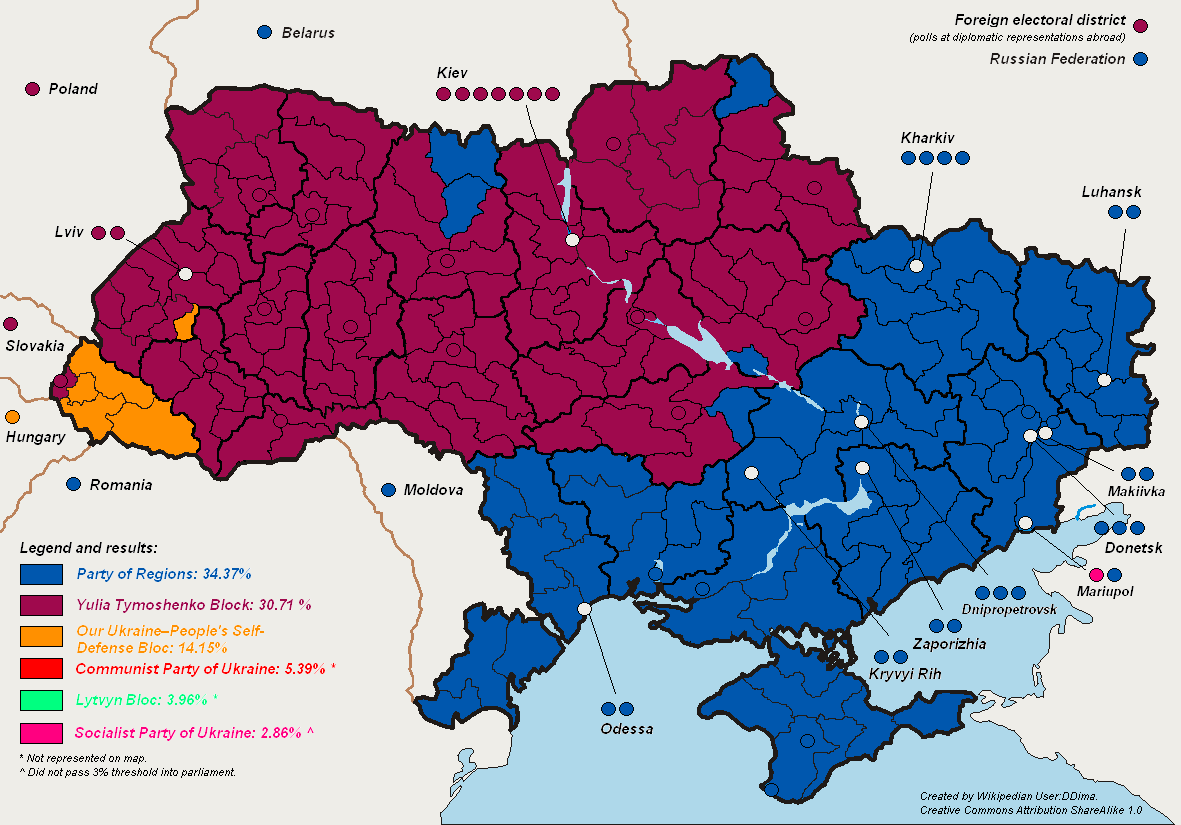
Parlamentswahlen 2007: stärkste Kraft nach Wahlbezirken (NU-NS in Orange)

Im Vorfeld der Parlamentswahlen 2007 nannte sich Nascha Ukrajina in „Nascha Ukrajina – Narodna samooborona“ um. Die Namensänderung trug dem Zusammenschluss mit der politischen Bewegung Nationale Selbstverteidigung unter Führung des ehemaligen Innenministers Jurij Luzenko Rechnung. Bei der Wahl konnte NU-NS ihr Ergebnis in etwa halten. Im Gegensatz zu den Wahlen 2006 wurde sie jedoch nahezu nur noch in den Bezirken der Oblast Transkarpatien stärkste Kraft. In vielen anderen Regionen der Westukraine wurde sie vom Blok Juliji Tymoschenko überholt. Die Mitgliedsparteien der NU-NS hatten im Vorfeld der Wahl vereinbart, sich nach dem Urnengang zu einer politischen Partei zu vereinigen. Dies sollte im Frühjahr 2008 geschehen.
Am 15. Oktober 2007 unterzeichneten Vertreter von NU-NS und BJuT einen Koalitionsvertrag. Demnach sollte BJuT den Posten des Regierungschefs, NU-NS den des Parlamentspräsidenten und des Innenministers besetzen. Jedoch zeigte sich bald, dass es innerhalb der NU-NS Gegner eines Bündnisses mit dem Block Julija Tymoschenko gibt, die die so genannte „Koalition der demokratischen Kräfte“ verhindern könnten. Auch nach der Eröffnung des neugewählten Parlaments verweigerten noch sieben NU-NS-Abgeordnete (Stanislaw Dowhyj, Jurij Jechanurow, Iwan Pljuschtsch, Ihor Kril, Wasyl Petjowka, Wiktor Topolow und Mykola Onischtschuk) ihre Zustimmung zum Koalitionsvertrag.
Statt der geplanten Vereinigung zu einer politischen Partei kam es im Frühjahr zu einer handfesten Krise mit Auflösungserscheinungen. Die Spaltung des Regierungslagers in Anhänger des Präsidenten und Anhänger der Premierministerin erfasste auch das Wahlbündnis. Experten erwarteten mittelfristig ein Zerbrechen der NU-NS, wobei sich Teile des Wahlbündnisses dem Block Julija Tymoschenko anschließen könnten. In der Nacht zum 3. September 2008 stimmte eine knappe Mehrheit der NU-NS-Fraktionsmitglieder für einen Austritt aus der Regierungskoalition.
Sowohl die Volksunion Unsere Ukraine, als auch die Volksbewegung (Ruch) haben Beobachterstatus in der Europäischen Volkspartei. Bei den Präsidentschaftswahlen 2010 trat der Amtsinhaber und Vorsitzende des Blocks Juschtschenko zur Wiederwahl an, erreichte jedoch nur 5,45 % der Stimmen. Bei den Parlamentswahlen 2012 trat die namensgebende Mitgliedspartei des Blocks wieder selbst an (s. u.), während andere führende Persönlichkeiten des Bündnisses im Rahmen der 2008 gegründeten Partei Geeinte Mitte antraten.

### Mitgliedsparteien Unsere Ukraine – Nationale Selbstverteidigung

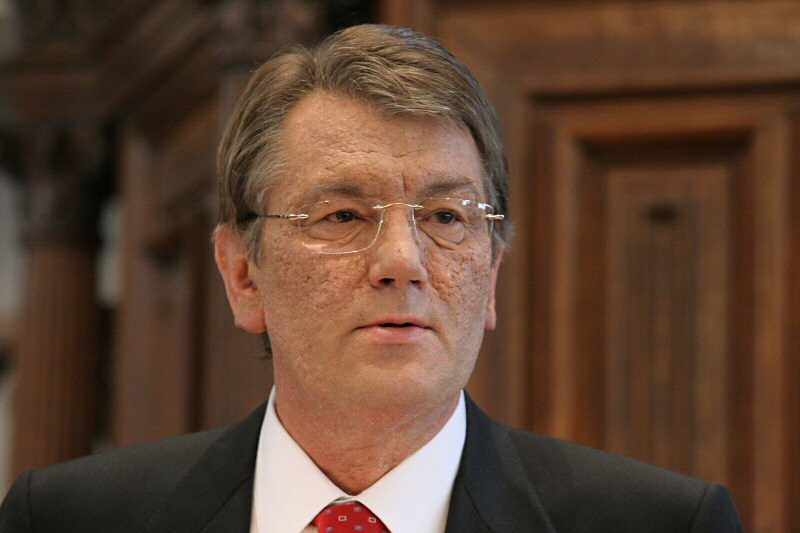
Der ehemalige Staatspräsident (2005–2010) Wiktor Juschtschenko

- Volksunion „Unsere Ukraine“ – Narodnyj Sojus „Nascha Ukrajina“
- Nationale Selbstverteidigung – Narodna samooborona
- Vorwärts, Ukraine! – Wpered Ukrajino!
- Volksbewegung der Ukraine – Narodnyj Ruch Ukrajiny
- Ukrainische Volkspartei – Ukrajinska Narodna Partija
- Ukrainische Republikanische Partei „Versammlung“ – Ukrajinska Respublikanska Partija „Sobor“
- Christlich-Demokratische Union – Christijansko-Demokratytschny Sojus
- Es ist Zeit! – Pora!
- Kongress Ukrainischer Nationalisten – Kongres Ukrajinskych Nazionalistiw
- Partei der Verteidiger des Vaterlandes – Partija sachysnykiw Wittschysny
- Europäische Partei der Ukraine – Jewropejska Partija Ukrajiny

## Volksunion „Unsere Ukraine“
Zu unterscheiden vom Block „Unsere Ukraine“ ist die Volksunion „Unsere Ukraine“ (Narodnyj Sojus „Nascha Ukrajina“). Diese war eine der Mitgliedsparteien des Blocks und besteht auch nach 2012 fort. Es handelt sich dabei quasi um Juschtschenkos „Hausmacht“ innerhalb des Vielparteienbündnisses, das diesem deshalb auch den Namen gab. Von Seiten des Präsidenten war geplant, diese Partei als Sammlungsbewegung aller Parteien des Blocks zu installieren. Mehreren dieser Parteien wurden Fusionsangebote gemacht, aber von diesen abgelehnt. Bei den Parlamentswahlen 2012 erreichte die Partei 1,11 % der Stimmen, der Einzug in die Werchowna Rada wurde somit deutlich verfehlt.

## Politiker
Wichtige Vertreter des Bloks Nascha Ukrajina – Narodna samooborona sind:
- Wiktor Juschtschenko, ehemaliger Präsident
- Jurij Luzenko, Parteivorsitzender der Narodna samooborona, ehemaliger Innenminister
- Wjatscheslaw Kyrylenko, Fraktionsvorsitzender; Parteivorsitzender von Nascha Ukrajina
- Arsenij Jazenjuk, ehemaliger Parlamentspräsident, ehemaliger Außenminister, während der Wahlen 2010 mit eigener Partei
- Roman Bessmertnyj
- Anatolij Hryzenko, ehemaliger Verteidigungsminister
- Borys Tarasjuk, ehemaliger Außenminister
- Jurij Jechanurow, ehemaliger Ministerpräsident
- Iwan Pljuschtsch, ehemaliger Sekretär des nationalen Sicherheits- und Verteidigungsrates
- Petro Poroschenko, ehemaliger Sekretär des nationalen Sicherheits- und Verteidigungsrates, ehemaliger Außenminister